# Parafia św. Apostołów Piotra i Pawła w Chmielnie
Parafia św. Apostołów Piotra i Pawła w Chmielnie – rzymskokatolicka parafia w Chmielnie. Należy do dekanatu kartuskiego znajdującego się w diecezji pelplińskiej. Erygowana w 1880 roku.
Parafia obchodzi również odpust św. Mikołaja. 

## Proboszczowie
- ks. Józef Bystron (1945–1947)[1]
- ks. Stanisław Gronowski (1948–1956)[1]
- ks. Alojzy Porzyński (1956–1974)[1]
- ks. Franciszek Koska (1974–1986)[1]
- ks. Gerard Kulwicki (1986–1994)[1]
- ks. Andrzej Miszewski (1994–2014)[1][4]
- ks. Tomasz Rakowski (od 2014)[1]

## Zasięg parafii
Do parafii należą wierni mieszkający w następujących miejscowościach: Chmielno, Chmielonko, Garcz, Kożyczkowo, Lampa, Lipowiec, Łapalice i Zawory.